# Harras (metrostation)
Harras is een metrostation in de wijk Sendling van de Duitse stad München en vernoemd naar het gelijknamige plein "Am Harras" dat in 1930 werd vernoemd naar herbergier Robert Harras.   Het station werd geopend op 22 november 1975 en wordt bediend door lijn U6 van de metro van München.
In Harras is het mogelijk over te stappen op lijn S7 van de S-Bahn van München over het traject van de spoorlijn München - Lenggries. Het bovengrondse S-bahnstation ligt op ca. 250 meter afstand van het metrostation.